# 優雅なエゴイズム
『優雅なエゴイズム』（ゆうがなエゴイズム）は、1994年7月3日から同年9月18日まで、TBS系列局（テレビ山口とテレビ高知除く）で放送されていた毎日放送制作のトーク番組。

## 概要
毎週ある人物とその人物にゆかりのある物をトークの題材に取り上げていた深夜番組。司会の沢田研二とゲスト出演者がその人物の人生をゆかりのある物を通して語り合った。
放送第1回目のテーマは「オードリー・ヘプバーンと靴」で、ゲストに宮沢りえを招いた。
「スティーブ・マックイーン」のテーマ回では、ゲストに岩城滉一を招いた。
前番組の『君に伝えたい』まではJTの一社提供だったが、本番組は複数社提供で放送された。当初から『JTドラマBOX』の穴埋め番組として製作され、3か月限定の放送となった。

## 放送時間
- 毎週日曜23:00 - 23:30

## 出演者
- 沢田研二
- 岡部まり

## エンディングテーマ
- 「卑怯者」 沢田研二

| 毎日放送・TBS 日曜23時台前半枠                            | 毎日放送・TBS 日曜23時台前半枠       | 毎日放送・TBS 日曜23時台前半枠                         |
| 前番組                                                    | 番組名                               | 次番組                                                 |
| --------------------------------------------------------- | ------------------------------------ | ------------------------------------------------------ |
| 君に伝えたい （1994.4 - 1994.6） ※ここまで『JTドラマBOX』 | 優雅なエゴイズム （1994.7 - 1994.9） | たかじん・ナオコのシャベタリーノ! （1994.10 - 1997.3） |